# Inmigración japonesa en Bolivia
La inmigración japonesa en Bolivia es el movimiento migratorio proveniente de Japón en Bolivia.

## Historia
Antes de los años cincuenta, la mayoría de los japoneses entró a Bolivia como trabajadores comunes a través de Perú. En 1899, la región del Río Mapiri en La Paz fue testigo de la primera entrada de 91 trabajadores japoneses en las plantaciones de caucho.
Después de esto, la región montañosa andina continuó atrayendo a más de un centenar japoneses que encontraron empleo en la minería y la construcción del ferrocarril. La Amazonia interior surgió como el segundo destino mayor para los trabajadores que también llegaron desde Perú para trabajar en las plantaciones de caucho en el noreste de Bolivia.
El fin de Primera Guerra Mundial y la Gran Depresión desplazó a los trabajadores japoneses del caucho y las industrias mineras respectivamente. Sólo la ciudad capital de La Paz y el pueblo de Riberalta sobrevivieron a los cambios económicos, sirviendo como el centro de actividades comerciales japonesas.
En los años treinta, muchos trajeron a sus esposas de Japón, mientras otros se casaron con mujeres locales, una distinción que a menudo dividió la comunidad étnica.
Los apellidos de los japoneses inmigrantes en Bolivia fueron distorsionados debido a la difícil pronunciación y escritura en español. Algunos de los apellidos que se sabe que estuvieron en Bolivia son: Higa, Tanaka, Murata, Nakamura, Murakami, Yuenamoto, Nishikawa, Isita, Nakashima entre otros.
Cabe recalcar que varios están mal escritos y muchas personas no saben de su ascendencia.

## Entrada de Posguerra
Con la excepción de veintinueve deportados a los Estados Unidos, la Segunda Guerra Mundial tuvo poco impacto en la vida de los residents nikkei en Bolivia, especialmente porque el gobierno no adoptó medidas antijaponesas.
Los tratados posteriores a 1954 marcaron un nuevo capítulo de la historia de los nikkei bolivianos y la entrada masiva de colonos agrícolas desde Estados Unidos, Okinawa controlada y Japón. La necesidad de trasladar la sobrepoblación del Japón devastado por la guerra, coincidió con el deseo del gobierno boliviano de desarrollar las tierras bajas orientales en el Departamento de Santa Cruz.
Con la ayuda financiera del gobierno japonés, se establecieron la Colonia Okinawa y la Colonia San Juan de Yapacaní; las dos colonias formaron comunidades diferenciadas con identidades separadas - una okinawense y la otra japonesa - que actualmente están en transición desde los inmigrantes a las generaciones nacidas en Bolivia.

## Personas Notables
- Adalberto Kuajara Arandia - político
- Tito Kuramotto Medina – pintor y escultor
- Michiaki Nagatani Morishita - político, candidato presidencial
- Pedro Shimose – ensayista, profesor y poeta
- Armando Yoshida - diplomático, embajador en Japón, ex Canciller de Bolivia
- David Alberto Murakami Guerrero-Político, Diputado Nacional 1985 - 1997